# Edith Brown
Edith Eileen Haisman (de soltera, Brown) (Worcester, Sudáfrica, 27 de octubre de 1896 - Southampton, Reino Unido, 20 de enero de 1997) fue una de las últimas supervivientes del hundimiento del RMS Titanic el 15 de abril de 1912. Fue la última superviviente nacida en el siglo XIX, aunque siete supervivientes más jóvenes le sobrevivieron.

## A bordo del Titanic
Edith tenía 15 años cuando ella y sus padres subieron al Titanic en Southampton, Inglaterra, como pasajeros de segunda clase. El padre de Edith llevaba a su familia a Seattle, Washington, donde iba a abrir un negocio hotelero.
Edith recordaba claramente cuando el RMS Titanic chocó contra un iceberg a las 11:40 p. m. el 14 de abril de 1912. Se le realizó una serie de entrevistas en sus últimos años y una biografía, A Lifetime on the Titanic, publicado en 1995, la señora Haisman dio un vívido relato de los últimos momentos de la nave, aunque algunos detalles han sido puestos en cuestión.

Mi padre apareció unos minutos más tarde. Él nos dijo: "Es mejor que os pongáis los chalecos salvavidas y algo de abrigo, hace frío en cubierta. Es sólo una precaución. Hemos chocado contra un iceberg, no es nada más. El camarero en el pasillo dice que no hay nada de qué preocuparse. "Esperamos a los comandantes en la cubierta del barco para que alguien nos diga qué hacer. La banda del barco tocaba el ragtime. Jugaron a mantener nuestros espíritus. Todo el mundo decía: Éste barco es insumergible. No se va a hundir. Después, mi padre nos besó y nos despidió en el bote salvavidas número 14. Medio centenar de personas subieron al bote. Un hombre saltó a la barca vestido de mujer. A medida que el capitán remó lejos de la nave, aún se podía oír la banda tocando. Estuvimos casi seis horas en el bote salvavidas y durante ese tiempo no teníamos agua ni nada que comer. Me preguntaba si mi padre había bajado del barco, eso es todo lo que podía pensar. - (1995, Edith Haisman)

El padre de Edith no sobrevivió al hundimiento y su cuerpo nunca fue identificado. El último recuerdo de Edith de su padre era en el barco vestido con una chaqueta eduardiana, con un puro en la boca y una botella de aguardiente en la mano (un remedio contra el frío) mientras ella y su madre estaban siendo bajadas en el bote salvavidas. A su llegada a Nueva York, Edith y su madre se quedaron en una Casa Juvenil antes de viajar de regreso a Seattle, Washington, para hacer una nueva vida con la tía de Edith, Josephine Acton. Edith y su madre pronto volvieron a Sudáfrica, donde Edith vivía con sus familiares. Tiempo después su madre se casó y se trasladó a Rodesia.

## Matrimonio e hijos
En mayo de 1917, Edith se reencontró con Frederick Haisman. El 30 de junio tuvieron su primer hijo, el cual nació en agosto de 1918, y sería seguido por otros nueve niños. Edith y su esposo vivían en Sudáfrica y Australia antes de establecerse en Southampton, Inglaterra. Frederick murió en 1977.

## Años posteriores
La popularidad de Edith como una superviviente del Titanic creció a medida que envejecía. En 1993, participó en una ceremonia en Southampton, Inglaterra, donde recibió un reloj de oro, el cual se piensa que era de su padre, recuperado en una expedición de 1987 de los restos del Titanic.
El 15 de abril de 1995, Edith estuvo presente con su compañera sobreviviente del Titanic, Eva Miriam Hart, de 90 años, en la inauguración de un jardín conmemorativo en el Museo Marítimo Nacional de Greenwich, Londres, donde se erigió un monumento de granito al conmemorarse el 83.er aniversario del hundimiento del Titanic.
En agosto de 1996, a la edad de 99 años, se sumaron compañeros supervivientes (Michel Marcel Navratil y Eleanor Shuman) en un crucero a la ubicación de los restos del Titanic, donde se hicieron intentos para sacar una gran parte del casco de la nave a la superficie. Antes de abandonar el sitio, Edith tiró una rosa en el Océano Atlántico, donde su padre había muerto 84 años antes.

## Muerte
Edith murió el 20 de enero de 1997, en un hogar de ancianos de Southampton, a la edad de 100 años. Junto a su cama había una fotografía de su padre, donde aparecía en traje informal de la época, con un sombrero canotier, chaqueta a rayas y pajarita. Edith es la tercera sobreviviente del Titanic más longeva. Mary Davies Wilburn tiene el récord al haber muerto en 1987 a la edad de 104 años, seguida de Marjorie Newell Robb fallecida en 1992 a los 103.